# Jamila (musiker)
Jamila, födelseår okänt, död 720, var en arabisk qiyan-kurtisan, musiker, sångare och poet.
Hon var en mawali, det vill säga en före detta slav som frigetts, konverterat till islam och blivit en klient. Detta var den normala bakgrunden för fria yrkesmusiker i kalifatet. Hennes ursprung är okänt, men vid denna tidpunkt uppges majoriteten av slavar och exslavar i hennes yrkesgrupp i kalifatet vara före detta zoroastriska perser.
Som frigiven etablerade hon sig som fri yrkesmusiker i Medina, som då hade ett livlig musikliv dominerat av musiktillställningar som kallades majlis, där musiker kunde uppträda inför tänkbara mecenater. Hon och hennes kollega Azza al-Mayla var de enda kvinnor som höll sina egna musik-majlis. Detta skedde vid en tidpunkt när islam var en ny religion och män och kvinnor fortfarande tilläts umgås tillsammans på dessa majlis. Det var först under sent 700-tal som överklasskvinnor blev helt isolerade i harem.
Hon är känd som lärare till många senare berömda manliga musiker. Musikern Ma'bad (död 743) sade en gång om henne: "Inom musikens konstart är Jamila trädet och vi dess grenar".
Jamilas pilgrimsfärd från Medina till Mecka är berömd, eftersom den inkluderade merparten av den tidens berömda musiker i Medina, däribland 50 sångerskor. Gång på gång uppehölls de längs med vägen för att åskådarna ville höra dem och få dem att uppträda. Hennes och de andras återkomst till Medina firades med en tre dagar lång musikfestival. 